# Hampteau
Hampteau (in het waals Hamtea, plaatselijk uitgesproken /hamtεː/, betekening "gehucht") is een plaats en deelgemeente van de Belgische gemeente Hotton. Hampteau ligt in Wallonië, in de Famenne maar palend aan de Belgische Ardennen, in de provincie Luxemburg.
Het dorp ligt langs weerszijden van de N833 tussen Hotton en La Roche-en-Ardenne en kent verschillende restaurants en terrassen. In de zomer is er in het dorp een door vooral de lokale bevolking drukbezochte kermis. Langs de Rue du Moulin, de weg van de N833 naar Werpin, ligt vlak bij de Ourthe het charmante oude gedeelte van het dorp. Behalve de oude watermolen, de "Moulin Faber", vindt men er oude huizen en boerderijen, opgetrokken in de voor de streek karakteristieke kalk- en zandsteen.
In Hampteau zijn ook het Kasteel van Héblon en de parochiekerk van Sint-Michaël interessante monumenten. Vroeger stond Hampteau bekend om zijn boomgaarden. De appels uit Hampteau konden van een bijzondere kwaliteit zijn door het aanwezige microklimaat.

## Demografische ontwikkeling
- Bronnen:NIS, Opm:1831 tot en met 1970=volkstellingen, 1976= inwoneraantal op 31 december

## Afbeeldingen

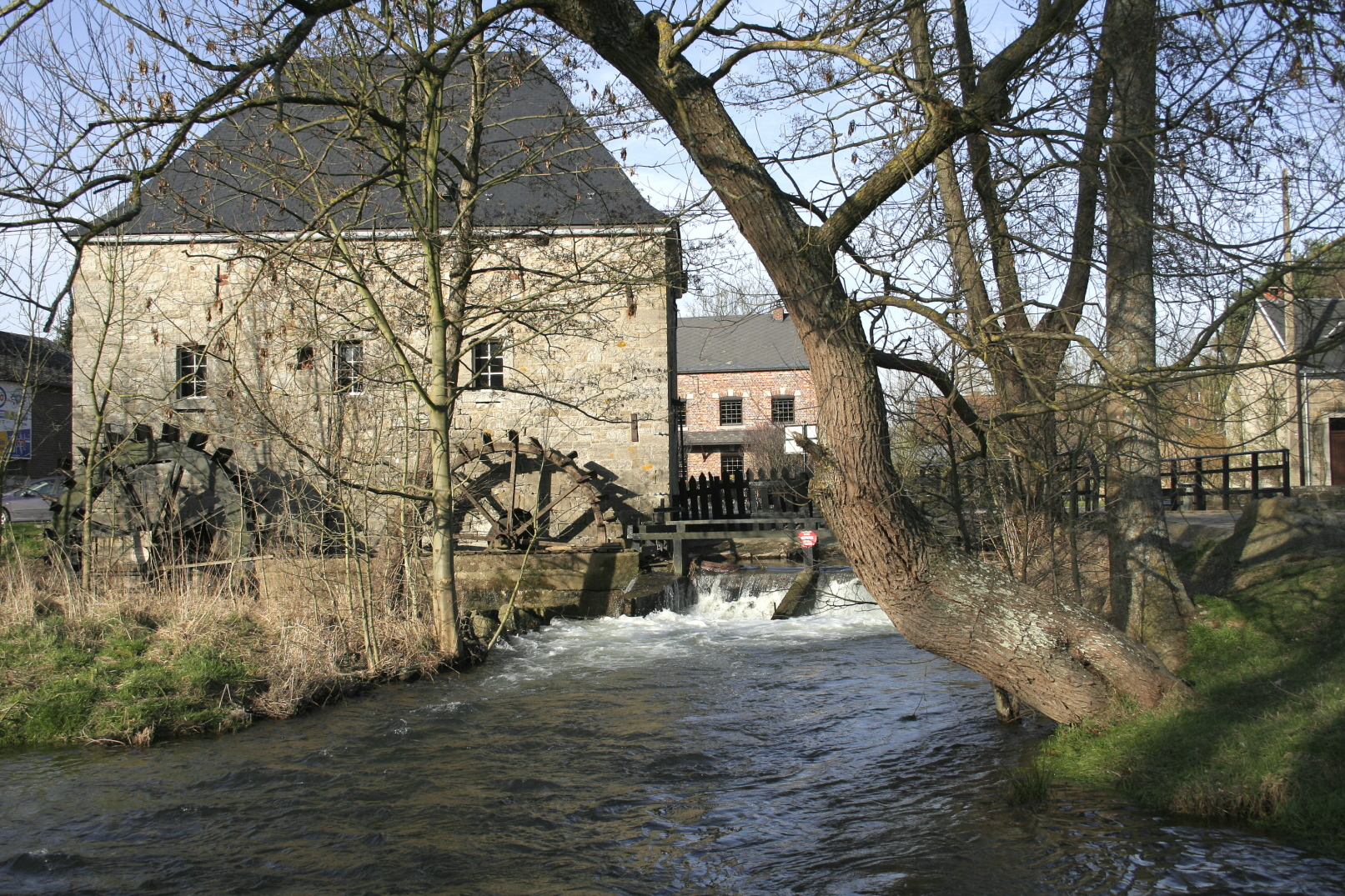
Watermolen "Moulin Faber"
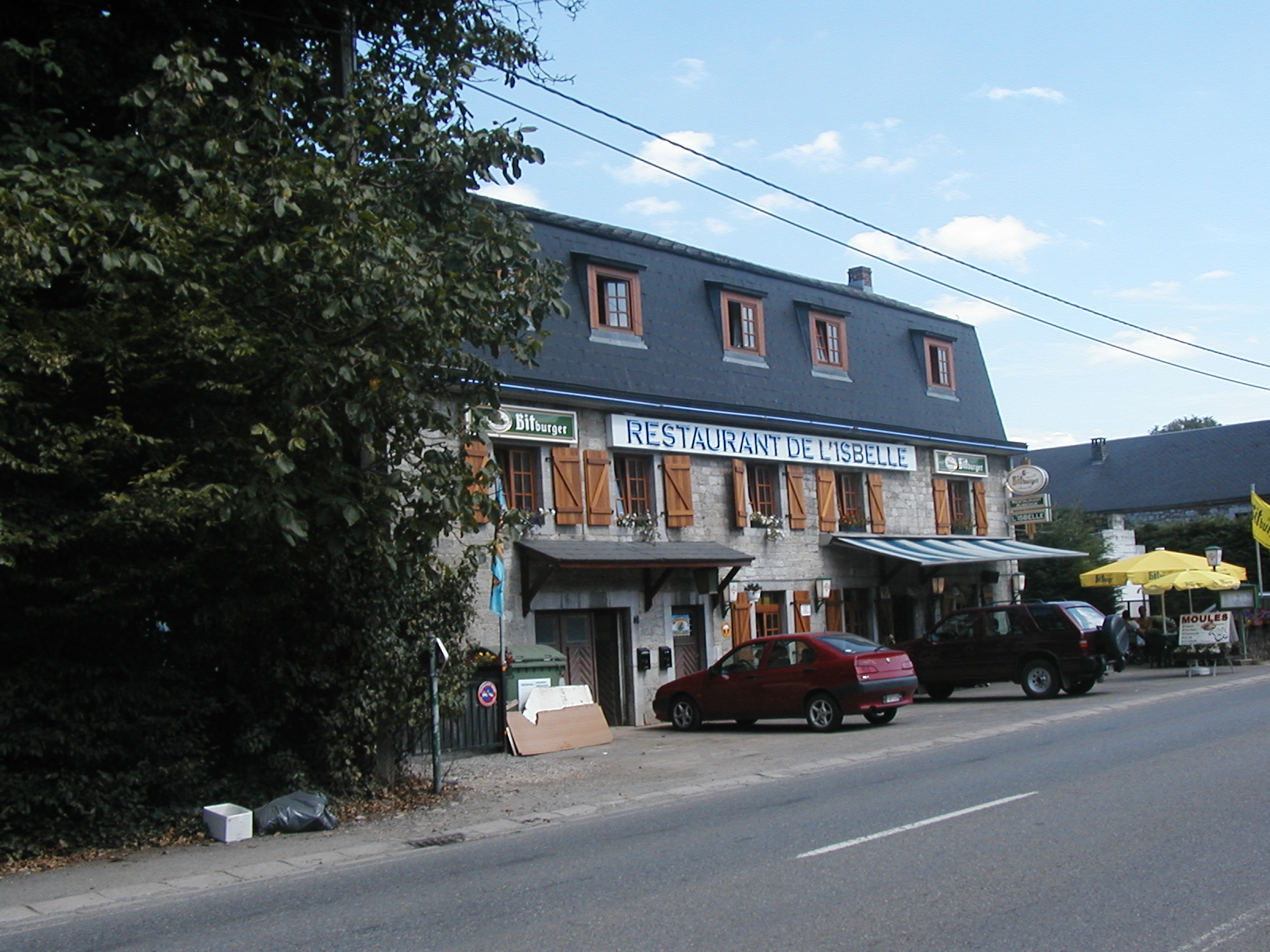
Voormalig restaurant L'Isbelle

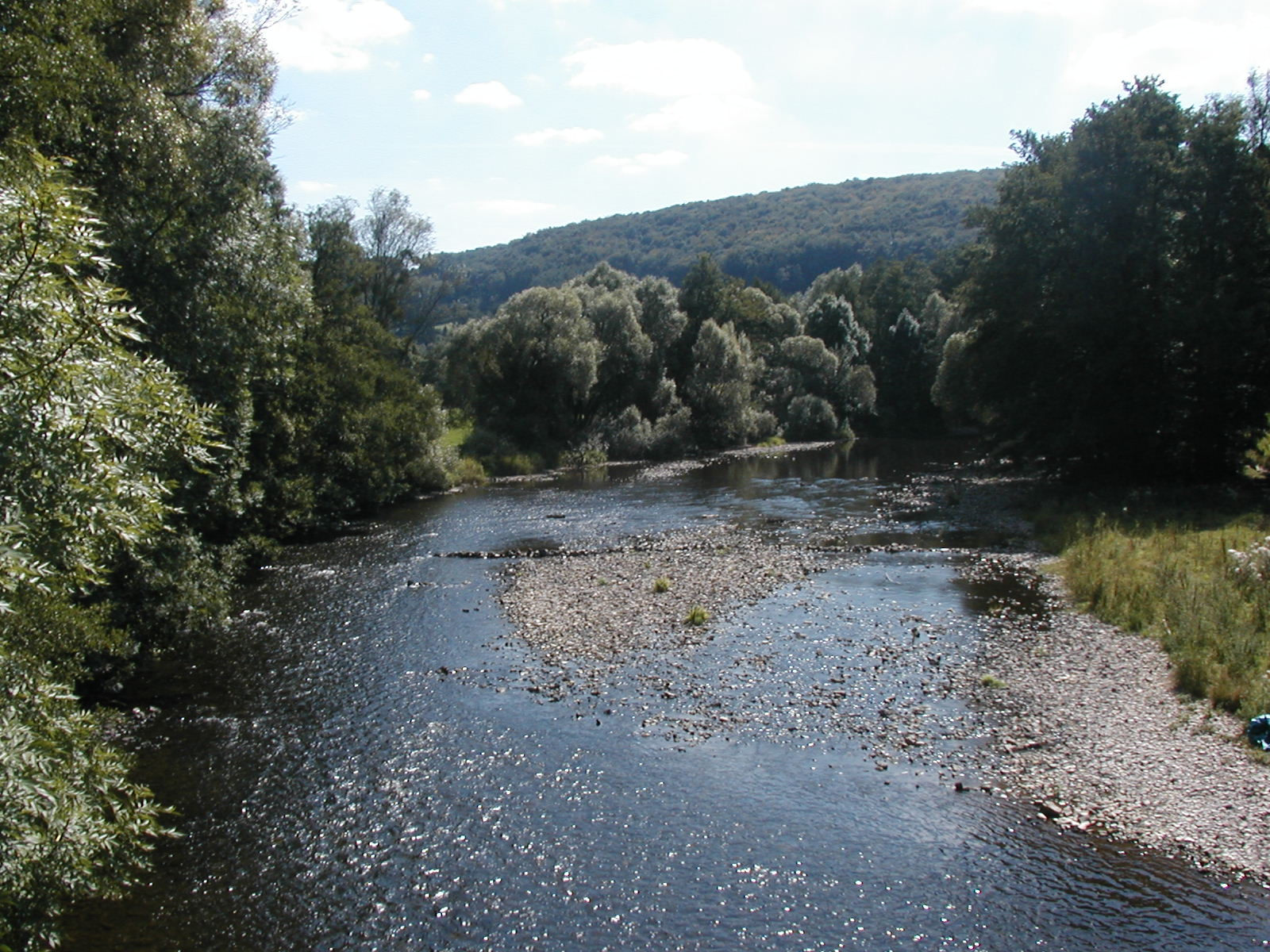
Rivier de Ourthe
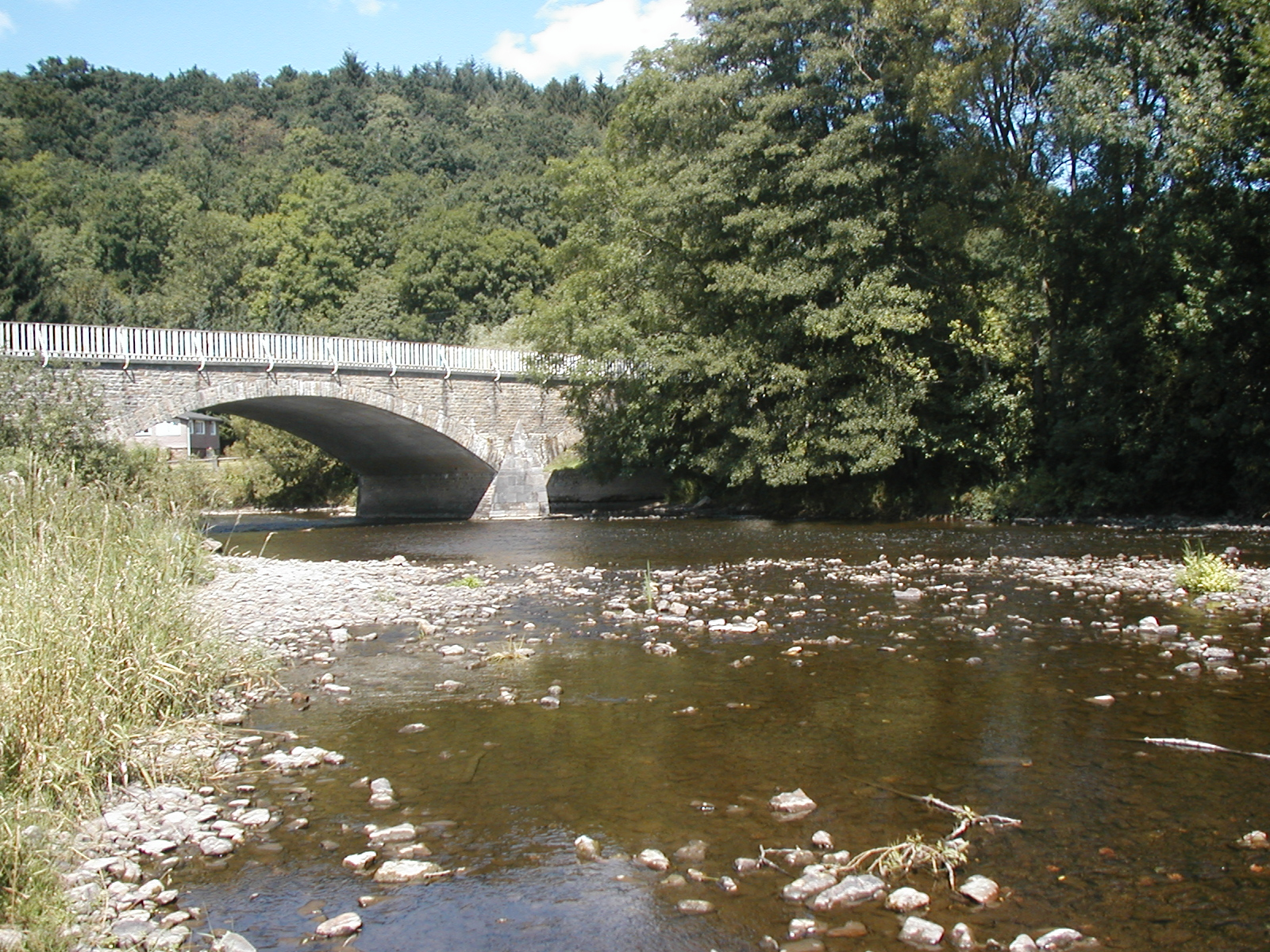
Ourthe en brug Hampteau-Werpin

Deelgemeenten: Fronville · Hampteau · Hotton · Marenne

Overige dorpen: Bourdon · Deulin · Fasol · Melreux · Menil-Favay · Monville · Monteuville · Ny · Werpin

Belgische gemeenten · Arrondissement Marche-en-Famenne · Luxemburg · Wallonië